# Zamek Thun
Zamek Thun – zamek znajdujący się w miejscowości Thun w kantonie Berno w Szwajcarii nad rzeką Aare. Charakterystyczny donżon zamku ma pięć kondygnacji . Z murów warowni roztacza się piękna panorama miasta i okolicy.

## Historia
Zamek został zbudowany w latach 1180–1190 w miejscu wcześniejszego fortu przez Bertolda V, księcia Zähringen. Po bezdzietnej śmierci Bertolda w 1218 roku, podobnie jak inne dobra rodu w Szwajcarii, przeszedł na własność hrabiów Kyburg - Ulricha III, męża siostry Bertolda Anny. Nowy właściciel rozbudował zamek dodając kondygnację. Kyburgowie rządzili regionem  do czasu osłabienia rodu w wyniku niepowodzeń wojennych w drugiej połowie XIV wieku. Po kilku decydujących zwycięstwach berneńczyków Kyburgowie zostali zmuszeni do zawaracia niekorzystnego pokoju. W 1384 zamek przeszedł pod kontrolę berneńczyków i stał się siedzibą lokalnej administracji. W pierwszej połowie XV wieku dach donżonu został wymieniony na solidniejszy i dobudowano skrzydło administracyjno-mieszkalne, zbudowane w stylu późnogotyckim, zwane „nowym zamkiem”. Zamek został wtedy  siedzibą miejscowego sądu. Od XVII wieku w donżonie urządzono więzienie. W 1888 roku na zamku otwarte zostało muzeum.

W 2006 roku zamek został kupiony przez miasto Thun. Do końca 2009 roku na zamku miał swoją siedzibę Sąd Okręgowy Berner Oberland.

## Muzeum
Zbiory muzeum zamkowego dotyczą historii miasta i zamku. Kolekcja obejmuje zegary i zegarki, średniowieczne zbroje i broń , sprzęty domowe i zabawki. Największe pomieszczenie zamku – Sala Rycerska – jest wykorzystywana jako sala koncertowa.

## Galeria

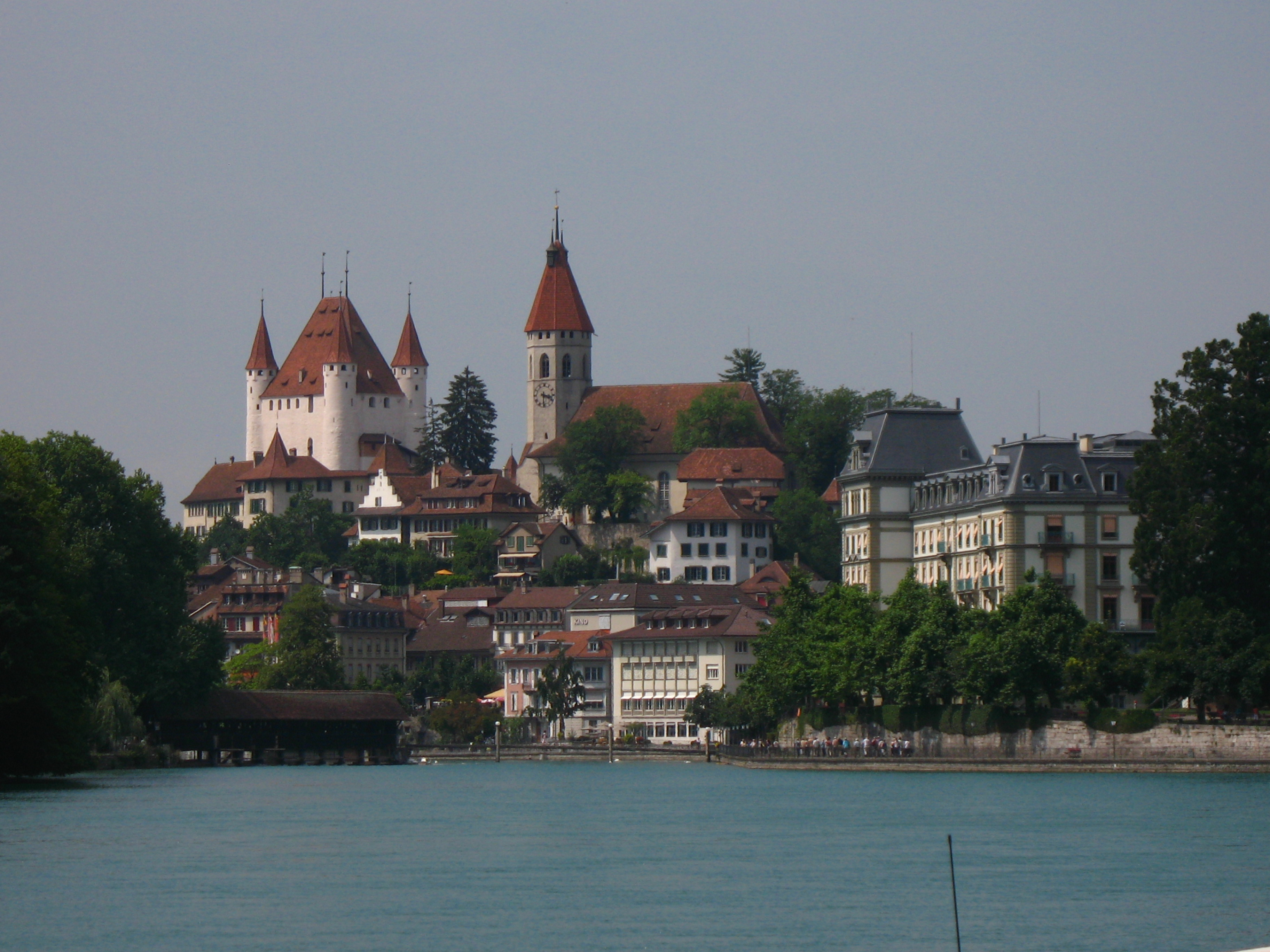
Widok na zamek z rzeki Aare
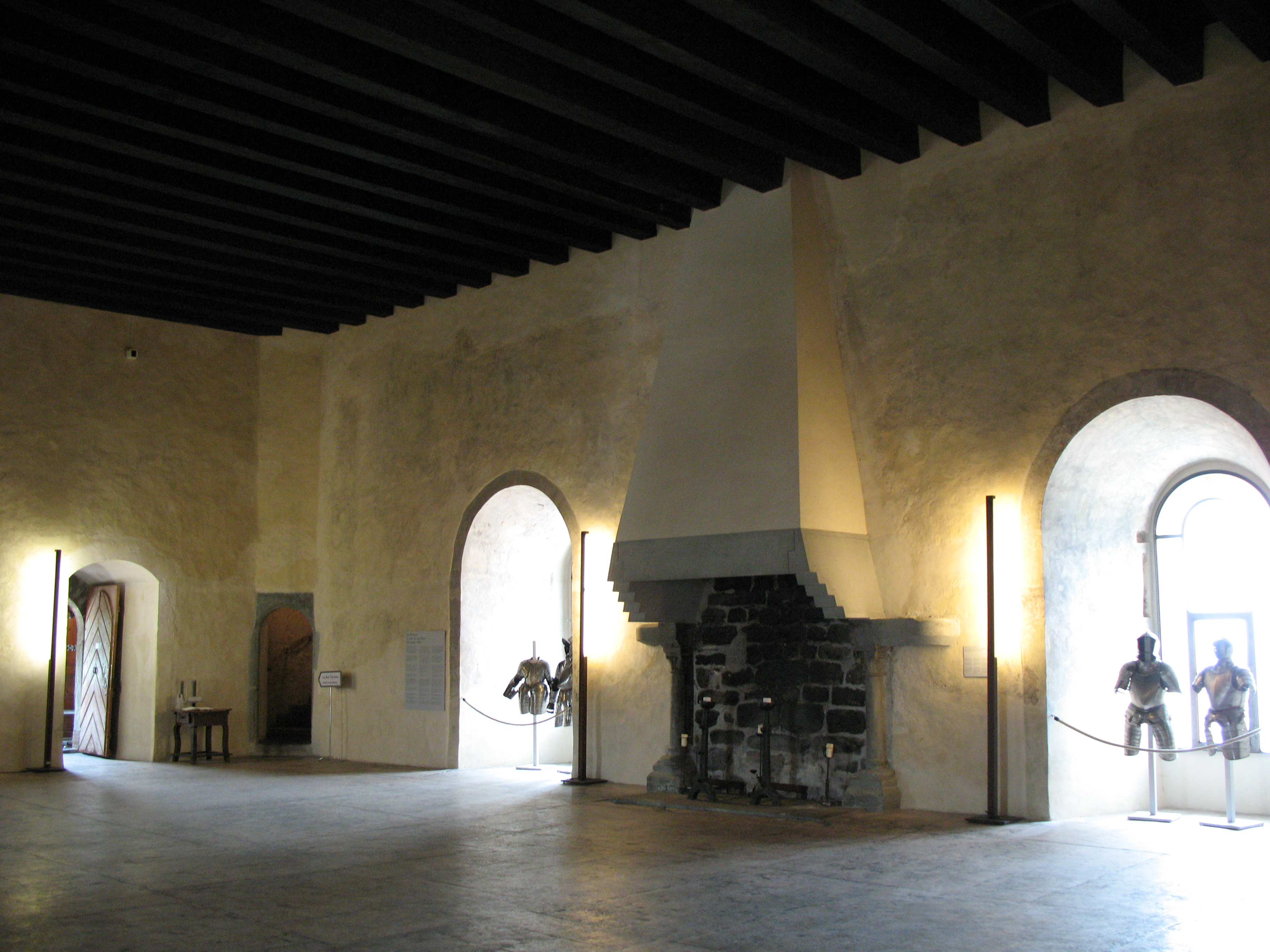
Sala Rycerska
Zamek i miasto Thun w XIX wieku